# Marko Šutalo
Marko Šutalo (en serbe : Марко Шутало), né le 13 avril 1983, à Bačka Topola, en République socialiste de Serbie, est un joueur serbe naturalisé bosnien de basket-ball. Il évolue au poste d'arrière.